# Evangelische Kirche Ottendorf-Okrilla

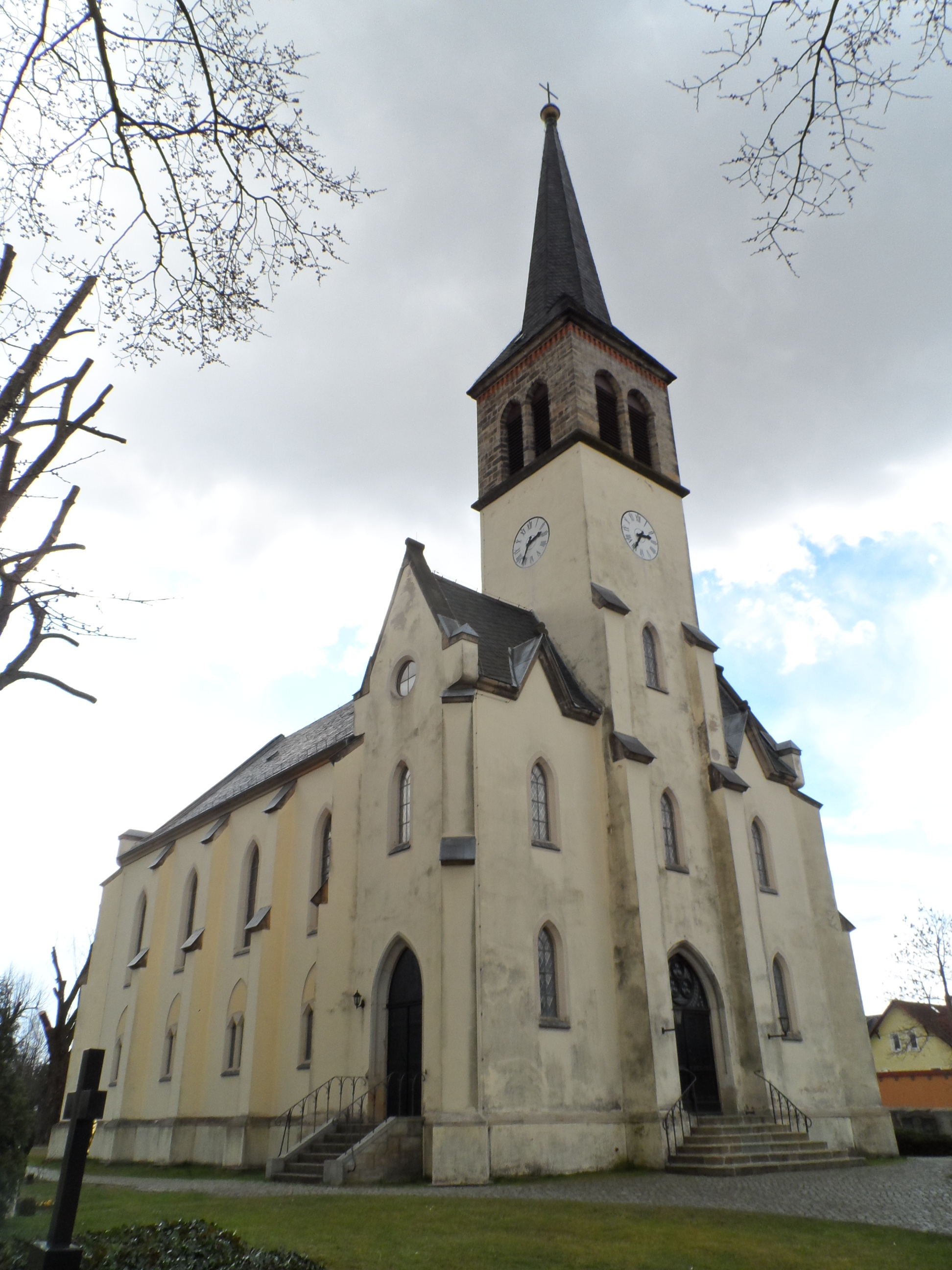
Ev.-Luth. Kirche Ottendorf-Okrilla

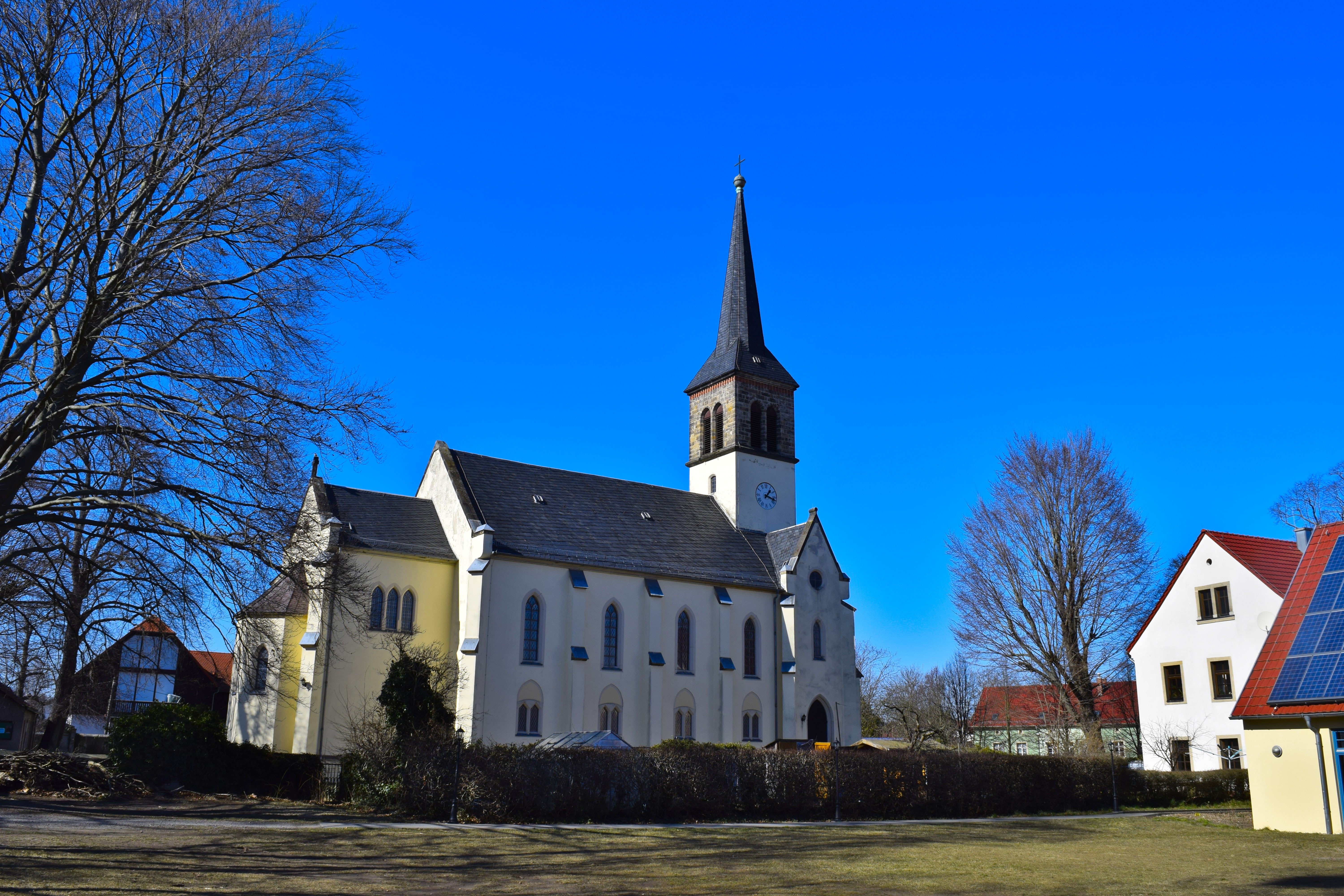
Blick von der Kirchwiese auf die Südseite

Die Evangelisch-Lutherische Kirche Ottendorf-Okrilla gehört zum Kirchenbezirk Dresden-Nord des Sprengels Dresden der Evangelisch-Lutherischen Landeskirche Sachsens.

## Standort
Die Kirche steht in der Gemarkung Ottendorf, am westlichen Rand des Ortskerns. Dort befindet sie sich nahe der Staatsstraße 177 zwischen Kirchgasse und Kirchstraße. Nur wenige 100 Meter östlich steht die katholische Kirche St. Joseph der Werkmann.

## Geschichte
Die älteste urkundliche Erwähnung Ottendorfs stammt aus dem Jahr 1346. Der erste Pfarrer, Peter Pistorius, wurde 1430 erwähnt. 1539 wurde die Reformation in Ottendorf eingeführt. Der erste evangelische Pfarrer war Peter Steinknecht.

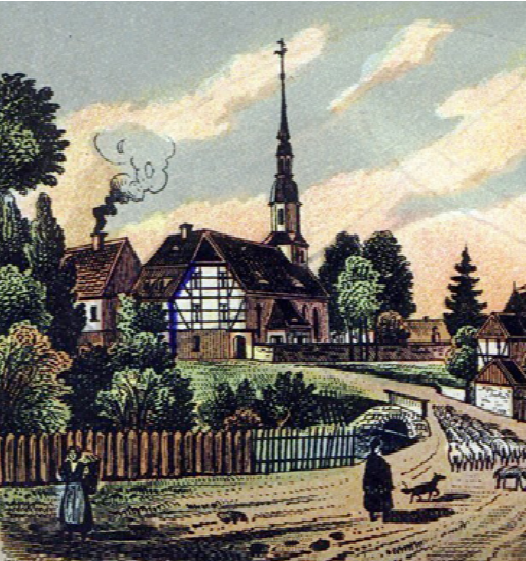
Alte Kirche von 1610

Die 1610 neu errichtete Kirche brannte in der Nacht vom 12. zum 13. Juli 1873 nach einem Blitzschlag ab. In anderthalbjähriger Bauzeit wurde die jetzige Kirche errichtet und am 16. November 1875 eingeweiht. Eine Sanierung der Kirche wurde 1967 abgeschlossen. In den Jahren 1998 bis 2000 wurden die ehemaligen Seitengebäude abgerissen und an ihrer Stelle ein neues, großes Gemeindezentrum errichtet.
Im Juli 2002 schlossen sich die Kirchgemeinden Weixdorf, Langebrück, Medingen-Großdittmannsdorf und Ottendorf-Okrilla zu einem Schwesterkirchverhältnis zusammen.

## Ausstattung

### Altar
Der Altar ist von 1875 und hat folgende Aufschrift: „Siehe das ist Gottes Lamm, welches der Welt Sünde trägt.“ Dieser Bibelvers stammt aus dem Johannesevangelium, Kapitel 1, Vers 29.

### Kanzel
Die Kanzel stammt ebenfalls von 1875.

### Orgel

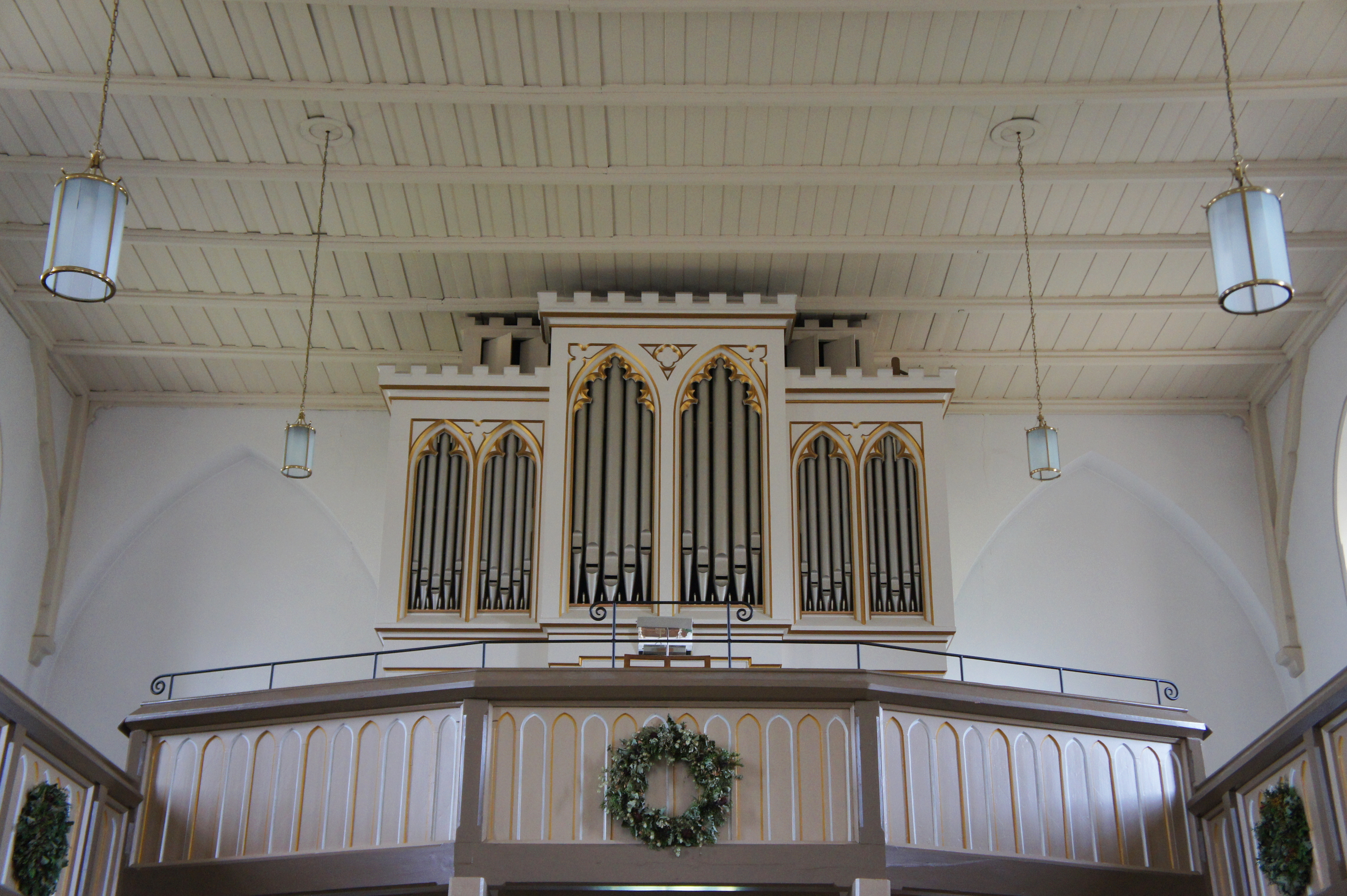
Orgel

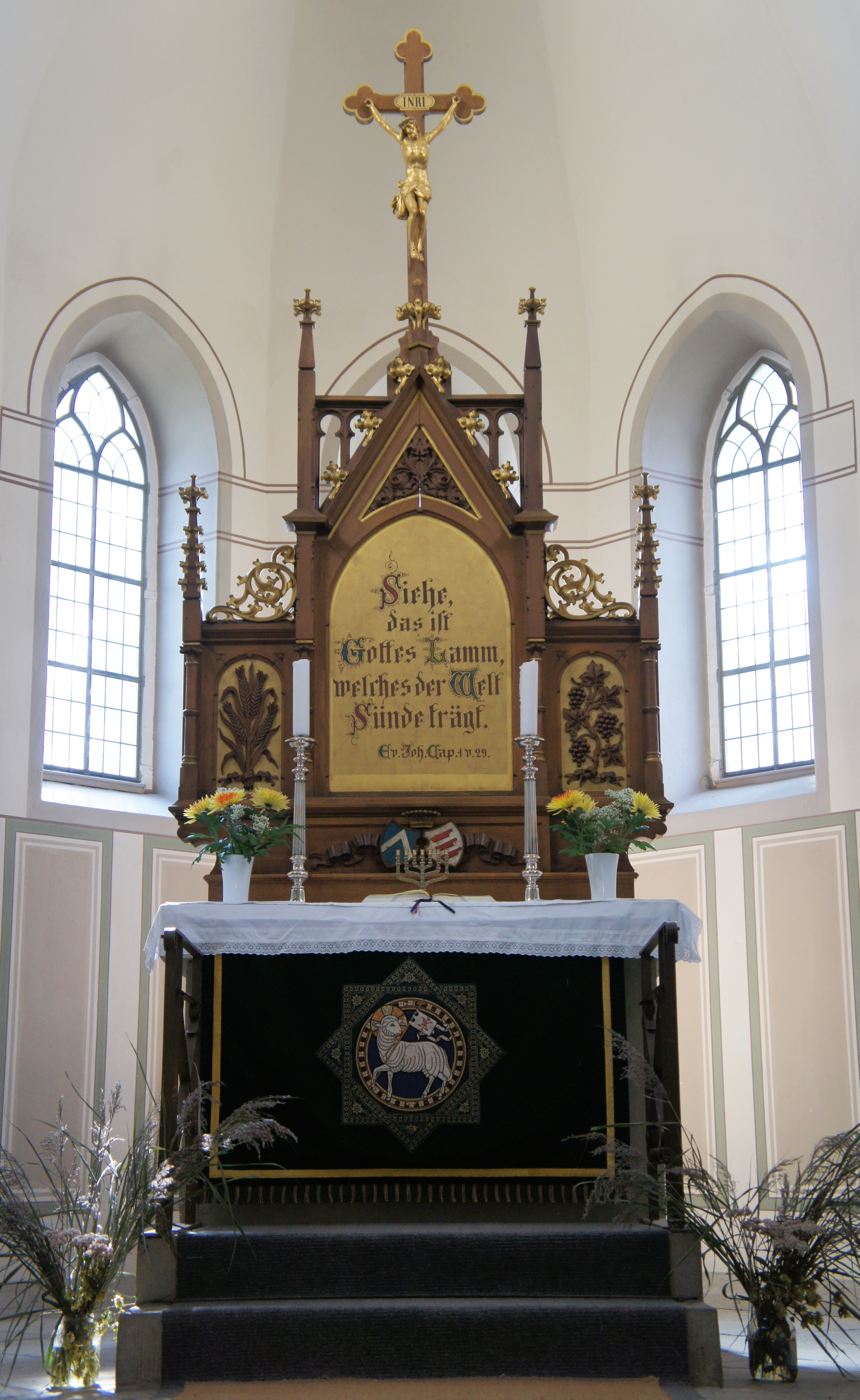
Altar

Die Orgel wurde 1875 von der Großenhainer Firma Gebr. Nagel gefertigt. Die Pfeifen wurden in den Kriegen ausgebaut. 1983 baute die Bautzener Firma Eule an der Anlage.

### Glocken
In der Glockenstube hängt an tief gekröpften Jochen ein dreistimmiges Eisenhartgussgeläute mit dem Klang eines G-Tedeums.
| Glocke und Name          | Gussjahr | Gießer                 | Ton | Inschrift                                                                                    | Bild |
| ------------------------ | -------- | ---------------------- | --- | -------------------------------------------------------------------------------------------- | ---- |
| Glocke 1 Ewigkeitsglocke | 1957     | Schilling & Lattermann | g´  | O Land, Land, Land, höre des HERRN Wort.                                                     |      |
| Glocke 2 Betglocke       | 1957     | Schilling & Lattermann | b´  | Seid fröhlich in Hoffnung, geduldig in Trübsal, haltet an am Gebet.                          |      |
| Glocke 3 Taufglocke      | 1957     | Schilling & Lattermann | c´´ | Lasset die Kindlein zu mir kommen und wehret ihnen nicht, denn solcher ist das Reich Gottes. |      |

## Gemeindezentrum

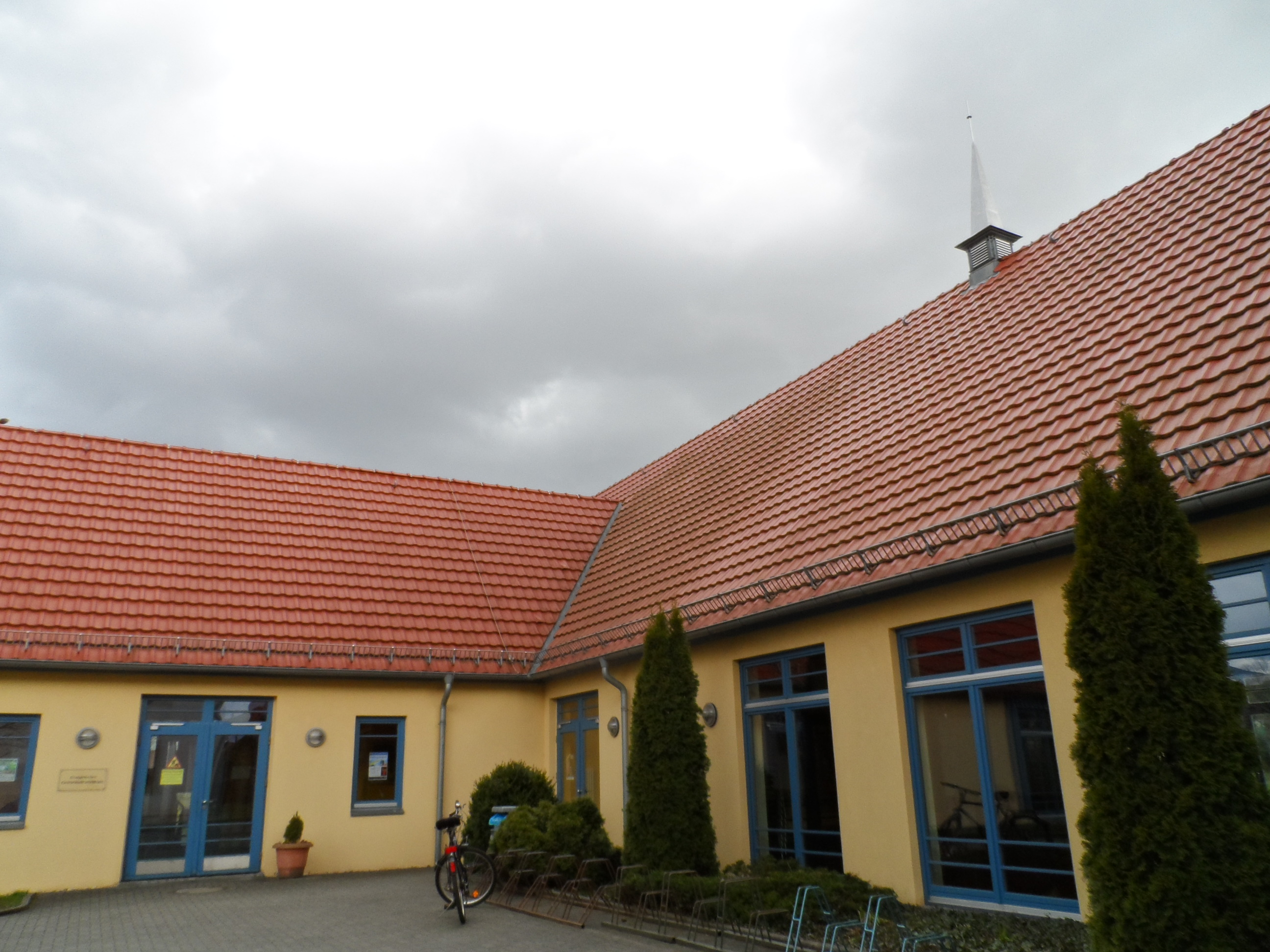
Gemeindezentrum

Das Evangelische Gemeindezentrum Ottendorf-Okrilla wurde von 1998 bis 2000 anstelle zweier alter Nebengebäude errichtet. Es beinhaltet Gemeinderäume und im Obergeschoss den christlichen Kindergarten Schwalbennest. Die Gemeinderäume kann man mieten, wenn sie nicht genutzt sind.